# Clube Atlético Taquaritinga
Clube Atlético Taquaritinga (acrônimo: CAT) é um clube brasileiro de futebol da cidade paulista de Taquaritinga, no estado de São Paulo. Foi fundado em 17 de março de 1942 e suas cores são vermelho, preto e verde. Atualmente, o clube disputa a Série A4 do Campeonato Paulista, equivalente ao quarto nível estadual.

## História
A cidade de Taquaritinga, no interior de São Paulo, recebeu um grande número de imigrantes italianos no começo do século 20. Os italianos tiveram grande influência na cidade e veio deles a ideia de criar, na década de 1940, um clube que ostentasse o nome da cidade.
Dessa iniciativa nasceu, no dia 17 de março de 1942, o Clube Atlético Taquaritinga. As cores da equipe foram escolhidas como uma homenagem à bandeira italiana: branco, verde e vermelho. Mas o ano 1942 não foi dos melhores para a colônia ítalo-brasileira. Em 22 de agosto daquele ano, o Brasil declarou guerra aos países do chamado Eixo (Itália, Japão e Alemanha) e o Taquaritinga foi obrigado, pela Secretaria de Segurança de Estado, a mudar suas cores. O preto, em luto pela afronta a qual tiveram de se submeter, substituiu o branco na camisa do Taquaritinga. Com o fim da Segunda Guerra, em 1945, o uniforme já havia se tornado tradicional, sendo mantido até hoje.
Desde sua fundação, o Taquaritinga disputou campeonatos amadores pelo interior do estado de São Paulo, conquistando boas vitórias e uma respeitável tradição entre os chamados galos do amadorismo brasileiro. Vem desta época a escolha de seu mascote, o Leão da Araraquarense, homenagem à força do time na região de Jaboticabal, cortada pela Estrada de Ferro Araraquarense.
As campanhas vitoriosas nos seus primeiros anos fizeram com que a diretoria do clube desse seu primeiro grande passo ao filiar-se à Federação Paulista de Futebol. A estreia no profissionalismo deu-se em 1954, quando o clube disputou a então Terceira Divisão do Campeonato Paulista (equivalente à atual Série A3).
O clube se licenciaria em 1955, voltando em 1956, na Segunda Divisão (atual Série A2). A agremiação disputaria este campeonato pelas próximas três temporadas, conquistando no período a prestigiosa Taça dos Invictos do Interior. O feito ocorreu em 1957, quando ficou 20 partidas sem perder na Segundona. Mas a boa fase terminaria em 1959, quando uma mudança na estrutura da competição fez com que o clube fosse transferido para uma divisão abaixo.
A queda foi um golpe duro para o Taquaritinga e a equipe recusou-se a disputar a nova Segunda Divisão (equivalente à terceira) em 1960. A agremiação só voltou ao profissionalismo em 1961 e na terceira divisão foram quatro temporadas entre 1960 e 1964, quando o clube reconquistou uma vaga na Segundona. Naquele ano, o torneio foi disputado por 43 times, divididos em nove chaves (chamadas séries). O Taquaritinga classificou-se em seu grupo, junto com a Internacional de Limeira. Na segunda fase fez uma campanha irretocável, conquistando oito vitórias e três empates em 14 jogos. Foi campeã e o Piraju, o vice.
Com o acesso, o Taquaritinga voltou para o segundo nível após seis anos de ausência. O clube disputaria a Segundona até 1967, quando, por problemas financeiros, licenciou-se dos campeonatos profissionais, condição em que ficaria até 1973.
O clube voltou na terceira divisão paulista em 1974. Na época, o torneio chamava-se Segunda Divisão e o clube disputou o campeonato por três temporadas, até 1976, quando foi mais uma vez rebaixado, desta vez para a quarta divisão.
Mas desta vez o rebaixamento, ao invés de abalar a equipe, abriu uma das fases mais vencedoras da história do clube. A partir da quarta divisão, o Taquaritinga subiu vertiginosamente, sendo promovido em 1979, 1981 e, finalmente, em 1982. Naquela temporada, o time disputou e venceu a Segunda Divisão, feito mais importante de sua história.
O acesso foi muito comemorado, mas quase não se confirmou. O regulamento da Primeira Divisão exigia que os estádios tivessem uma capacidade mínima, além de proporcionar conforto aos torcedores. Para poder subir, a torcida do Taquaritinga se cotizou e, em tempo recorde, reformou o estádio Adail Nunes da Silva.
A primeira passagem pela Primeira Divisão foi curta durou apenas duas temporadas, entre 1983 e 1984, mas marcante. Entre os grandes resultados, pode-se ressaltar a vitória por 2 a 0 diante do Corinthians, em 10 de julho de 1983. O time alvinegro foi o campeão daquela temporada. O Taquaritinga terminou o campeonato de 1983 com 11 vitórias, 12 empates e 15 derrotas.
Em 1984, o time teve menos sorte e acabou rebaixado. Foram 38 jogos e apenas sete vitórias. No total, a equipe marcou apenas 27 pontos na época as vitórias valiam dois e terminou na penúltima colocação. Nos oito anos seguintes, o clube disputou a segunda divisão, até 1992, quando foi bicampeão do torneio e garantiu mais um acesso.
Em 1993, o Taquaritinga fez sua última participação na primeira divisão. O clube, no entanto, disputou o campeonato no chamado Grupo B, espécie de segunda divisão dentro da primeira divisão, e terminou na sétima colocação. Em 1994, o Grupo B foi oficializado como Segunda Divisão, e a segunda divisão da época tornou-se a Terceira Divisão e o Taquaritinga foi rebaixado no processo.
A queda iniciaria um período decadente no clube. Em 1995 foi rebaixado para a Série A3. Em 1996 para a Série B-1A (atual Segunda Divisão). A passagem na quarta divisão, no entanto, foi curta: durou apenas um ano. O clube deixou a B-1A com mais um título e subiu para a A3 em 1998. A volta para a A2 deu-se em 2002. Nos anos seguintes, até 2008, a equipe não passou da primeira fase. Em 2009, o time chegou ao quadrangular final da Série A2, mas não conquistou o acesso.
No ano de 2010 o clube foi rebaixado para a Série A4 com um aproveitamento de apenas 24%, venceu três das 18 partidas, empatou quatro e perdeu 11. Em 2011, novo rebaixamento, com quatro vitórias em 18 jogos (16 pontos, contra 15 do também rebaixado Lemense), o Leão da Araraquarense seria candidatíssimo ao acesso de volta em 2012.
No entanto, o clube teve o pior desempenho na Segunda Divisão (a rigor, a quarta) do Campeonato Paulista. Em 10 jogos pela primeira fase do torneio, somou apenas dois pontos, de dois empates, e sofreu oito derrotas. Assim como a Portuguesa Santista, não venceu nenhuma partida, a Briosa, ainda que também sem vencer nem um jogo sequer, empatou três vezes e livrou-se do posto de pior equipe do estado no ano.

### Rivalidades
O rival histórico da equipe do CAT é o Oeste Futebol Clube, de Itápolis, cidade vizinha a Taquaritinga. 
Ambas equipes fizeram a final do Campeonato Paulista de Futebol de 2002 - Série A3. Na ocasião, o Oeste ficou com o título.

## Títulos
| ESTADUAIS | ESTADUAIS                      | ESTADUAIS | ESTADUAIS   |
|           | Competição                     | Títulos   | Temporadas  |
| --------- | ------------------------------ | --------- | ----------- |
|           | Campeonato Paulista - Série A2 | 2         | 1982 e 1992 |
|           | Campeonato Paulista - Série A3 | 1         | 1964        |
|           | Campeonato Paulista - Série A4 | 1         | 1997        |
| TOTAL     |                                |           |             |
|           | Competição                     | Títulos   | Temporadas  |
|           | Títulos oficiais               | 4         | 4 Estaduais |

## Campanhas de destaque
- Vice-Campeonato Paulista A3: 2002.
- Vice-Campeonato Paulista Segunda Divisão: 2000
- Vice-Campeonato Paulista Sub-20 - Segunda Divisão: 2013.

### Outras conquistas
- Taça dos Invictos: 1957 (20 jogos).

## Estatísticas

### Participações
|  | Participações em 2025 |

| Competição | Competição          | Temporadas | Melhor campanha         | Anos                                                                     | A | R |
| São Paulo  | Campeonato Paulista | 3          | 12º colocado (1983)     | 1983-1984 e 1993                                                         |   | 2 |
| São Paulo  | Série A2            | 26         | Campeão (1982 e 1992)   | 1956-1959, 1965-1967, 1982, 1985-1992, 1994-1995 e 2003-2010             | 2 | 2 |
| São Paulo  | Série A3            | 16         | Campeão (1964)          | 1954, 1961-1964, 1974-1976, 1980-1981, 1996, 1998-1999, 2001-2002 e 2011 | 3 | 3 |
| São Paulo  | Série A4            | 16         | Campeão (1997)          | 1977-1979, 1997, 2000, 2012-2014, 2017-2019 e 2021-2025                  | 3 | – |
| São Paulo  | Copa Paulista       | 4          | Quartas de final (2024) | 2003, 2005, 2008 e 2024                                                  |   |   |

### Últimas dez temporadas
Legenda:
| Campeão Vice-campeão Eliminado nas semifinais | Campeão e promovido à divisão superior Vice-campeão e/ou promovido à divisão superior Rebaixado à divisão inferior | Classificado à fase de grupos da Copa Libertadores Classificado à fase preliminar da Copa Libertadores Classificado à Copa Sul-Americana Campeão do Campeonato do Interior |